# Broich (Broichweiden)

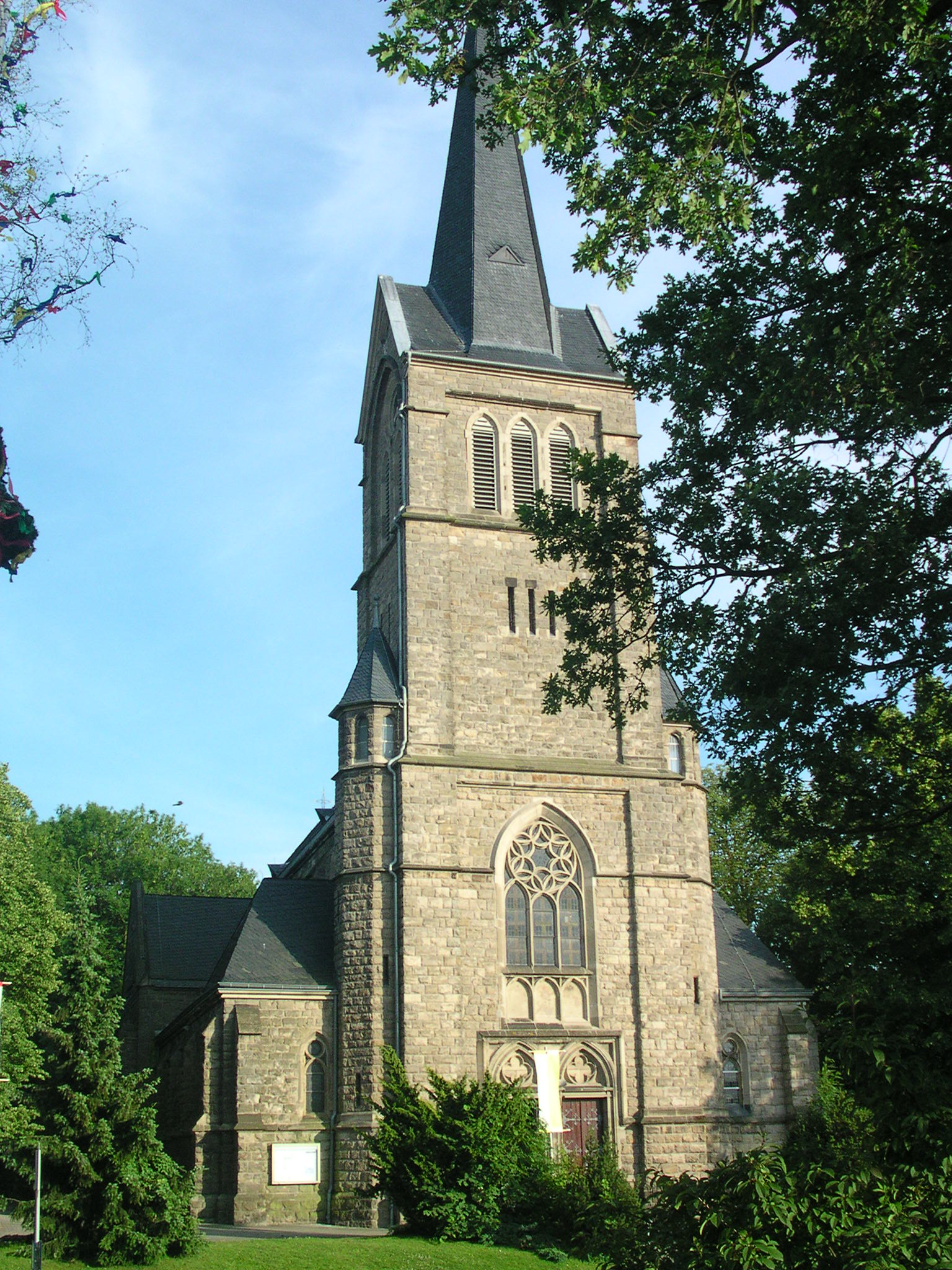
St. Nikolaus, Broich

Broich (mit rheinischem Dehnungs-i, gesprochen Brooch, [broːx]) gehört heute zum Würselener Stadtteil Broichweiden und liegt in der Städteregion Aachen zwischen Euchen (im Westen) und Linden-Neusen (im Süden) sowie dem Alsdorfer Stadtteil Broicher Siedlung (im Nordosten).

## Name, Ursprünge und frühe Geschichte
Der Name Broich ist germanischen Ursprungs und bedeutet Bruch- oder Sumpflandschaft. Hier entspringt der Broichbach, der im Broicher Talkessel zu einer sumpfigen Landschaft geführt hat.
In Broich hatte die Vogtei Broich ihren Sitz. Zeugin dieser Zeit ist die Broicher Burg (heute kaum mehr als Burg erkennbar), zu der damals auch die ehemalige Pfarrkirche und heutige Klosterkirche gehört.
Das in Broich ansässige Adelsgeschlecht von Broich hatte in der Umgebung eine Vielzahl von Besitzungen, so als späteren Sitz der Familie den Broicher Hof in Eschweiler-Dürwiß, einige Kilometer südöstlich.

## Landschaft
Die Bebauung von Broich liegt am südlichen Rand des Broicher Tals; dort entspringt der Broichbach. Das Tal öffnet sich in nördlicher Richtung, zweigt aber schließlich nordwestlich, in Richtung der zu Alsdorf gehörenden Ortschaft Ofden und dem Broicher Weiher entgegen.
Um Broich herum, besonders auf der Euchen zugewandten Seite, wird Landwirtschaft betrieben, vor allem Ackerbau. Das Broichtal selbst ist sumpfig und einer Aue entsprechend bewaldet. Aufgrund dieser Vegetation bildet das Broichbachtal ein Naturschutzgebiet.
Zu Broich gehört die Landschaft um den Broicher Weiher (etwa 20.000 m² Wasserfläche), einem Staubecken der ehemaligen getreideverarbeitenden Broicher Mühle. Der Broicher Weiher war früher beliebtes Ausflugs- und Angelgewässer.

## Kirche

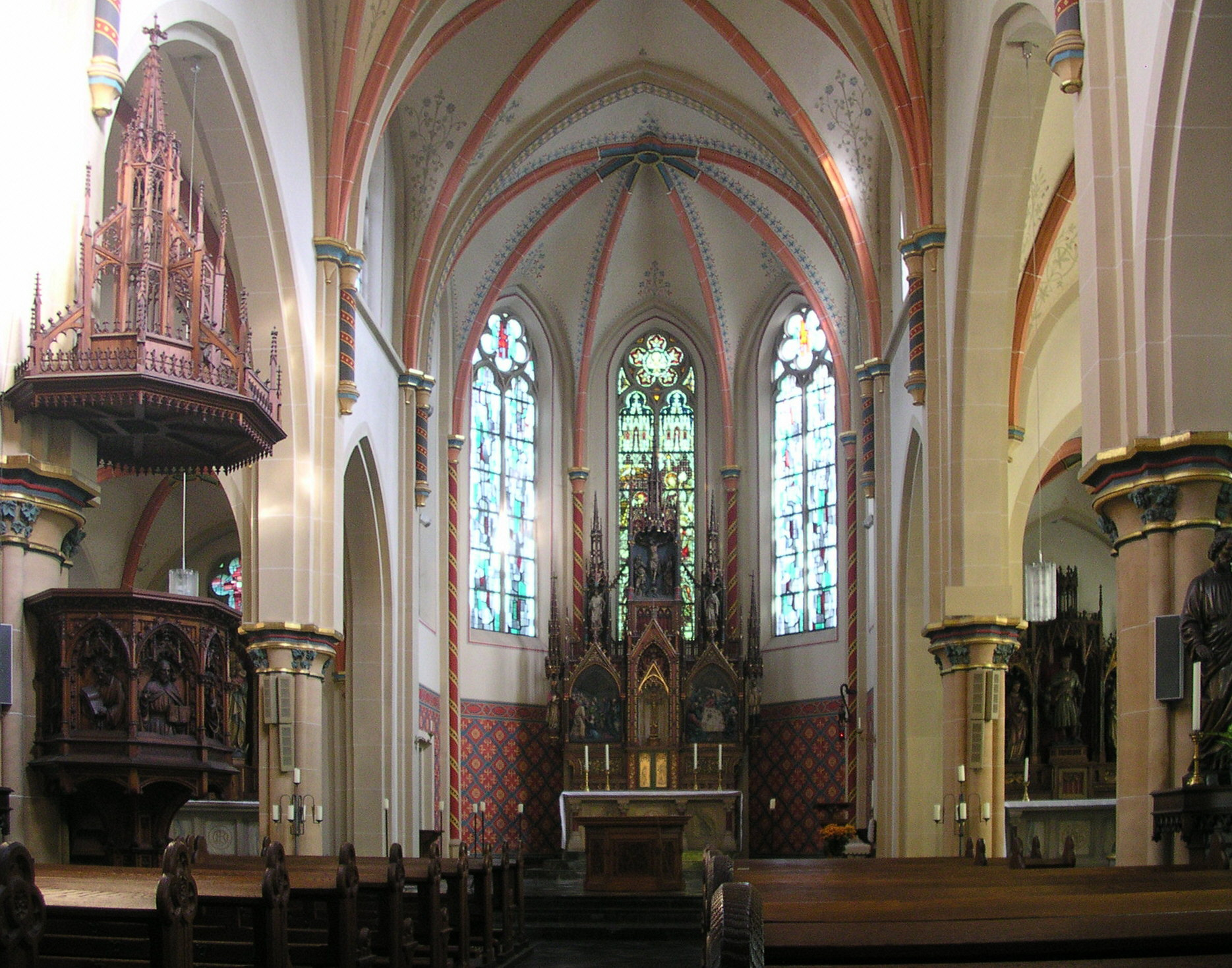
St. Nikolaus, Innenansicht

Die zur ehemaligen Broicher Burg gehörende Kirche St. Nikolaus war seit alten Zeiten Pfarrkirche der Pfarre Broich. Zur damaligen Pfarre gehörten die Ortschaften Linden-Neusen, Euchen, Schleibach (Stadt Alsdorf), Ofden sowie die damaligen Besitzungen der auf der Broicher Burg angesiedelten Güter Kellersberg und Blumenrath (heute beides Stadt Alsdorf). Die heutige Euchener Kirche St. Willibrord war Vikarie der Pfarre Broich; es wird allerdings vermutet, dass die Pfarrkirche der Broicher Pfarre vor der Erbauung von St. Nikolaus, Broich in Euchen stand. Der Pfarre Broich gehörten große Waldgebiete, bis hin zum damals noch deutlich ausgedehnteren Propsteier Wald; aus den Erträgen des Waldes wurde – einer alten Grabplatte nach – ein Großteil der Bedürfnisse der Pfarre gedeckt.
Im Jahre 1906 wurde die Pfarrkirche St. Nikolaus in den damals größten Ort des Kirchspiels Broich, Linden-Neusen, verlegt. Die alte Pfarrkirche sowie die zugehörigen Pfarr-, Küster- und Vikariehäuser wurden von der Ordensgemeinschaft der Spiritaner gekauft, die dort eine Schule errichteten, das heutige Heilig-Geist-Gymnasium.

## Broich heute

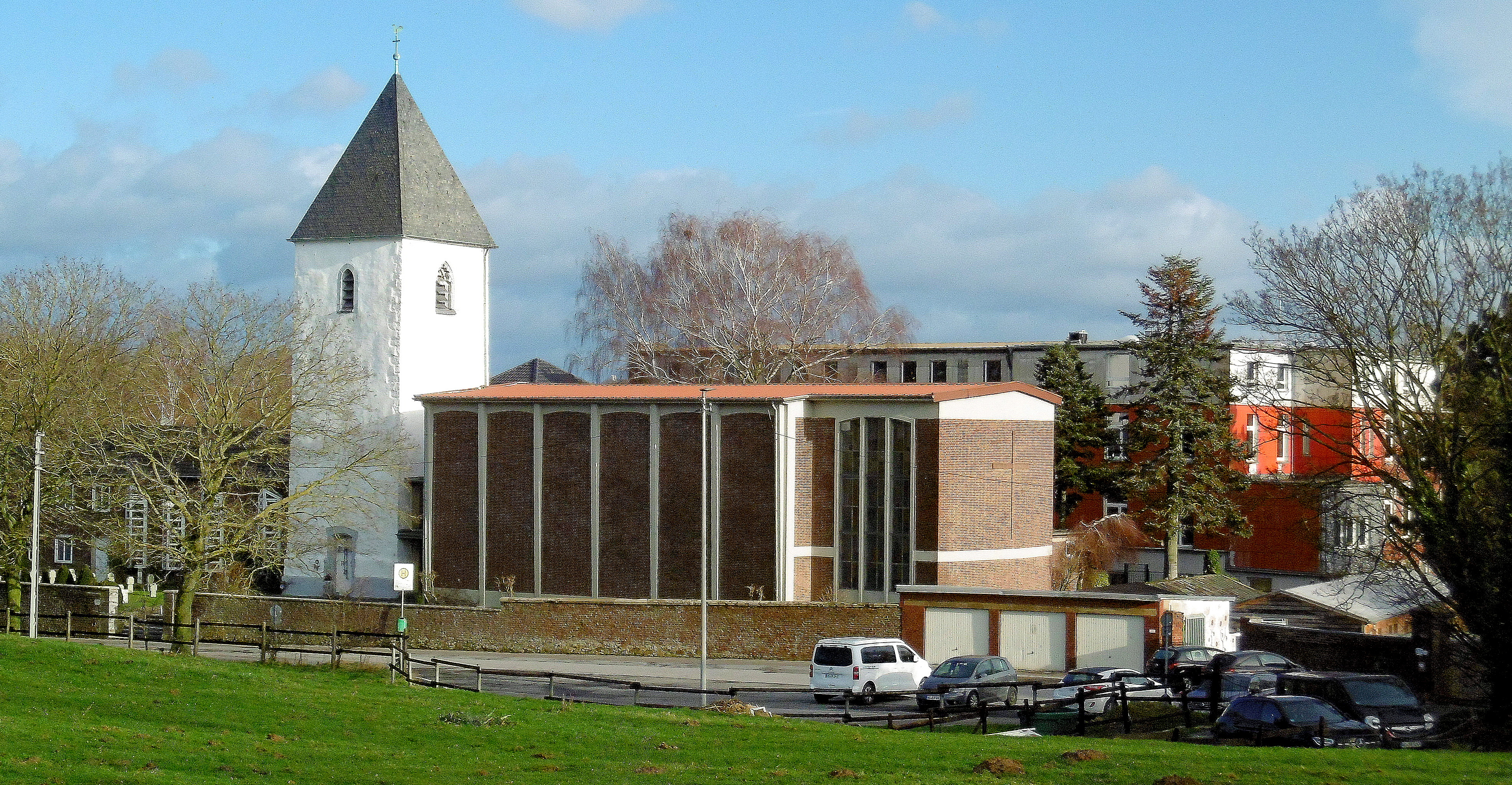
Ehemalige Klosterkapelle und Gymnasium

Das heutige Broich erstreckt sich weitgehend entlang der Broicher Straße oder parallel zum Broichbach und wird von den Liegenschaften des Heilig-Geist-Gymnasiums dominiert. Die dortigen Sportstätten werden gerne von verschiedenen Vereinen der Umgebung genutzt. Der ehemalige Wehrturm der Broicher Kirche ist bis heute das weithin sichtbare „Erkennungszeichen“ Broichs.
Die AVV-Buslinien 11, AL1 und WÜ1 der ASEAG verbinden Broich mit Würselen Mitte, Aachen, Alsdorf und Kohlscheid.
| Linie | Verlauf |
| ----- | --- |
| 11    | Walheim Hasbach – Walheim – Nütheim – Schleckheim – Oberforstbach / Oberforstbach Gewerbegebiet – Lichtenbusch – Waldfriedhof – Burtscheid – Marienhospital – Aachen Hbf – Misereor – Elisenbrunnen – Aachen Bushof – Ludwig Forum – Talbot – Haaren – Würselen Kaninsberg – Weiden – Vorweiden – Linden-Neusen – (Broich –) Broicher Siedlung – Blumenrath – Montanstraße – Mariadorf – Hoengen |
| AL1   | Alsdorf-Annapark – Kellersberg – Ofden – Euchen – Broich – Neusen |
| WÜ1   | (Stadtbus Würselen) Euchen – Broich – Linden-Neusen – Vorweiden – Weiden – Gewerbegebiet Aachener Kreuz – Würselen – Kohlscheid – Kohlscheid Bf |